# 陳灃
陳灃（？—？），浙江人，清朝政治人物。監生出身。

## 生平
陳灃於1858年（咸豐8年）接替馬克惇，任臺灣府淡水廳艋舺縣丞一職，是大臺北地區的地方父母官。